# Snookerweltmeisterschaft 1930
Wie schon in den Jahren davor wurde die Snookerweltmeisterschaft von 1930 an verschiedenen Veranstaltungsorten ausgetragen. Das Finale fand zum ersten Mal in der Thurston’s Hall im englischen London statt.
Titelverteidiger und zum vierten Mal Sieger des Turniers war Joe Davis. Es kam dabei zu einer Neuauflage des Finales von 1929, bei dem Tom Dennis auch dieses Mal nicht gegen Davis siegen konnte.
Joe Davis konnte seinen Rekord vom Vorjahr verbessern und spielte das höchste Break von 79 Punkten.

## Hauptrunde
| Runde 1 Best of 25 Frames | Runde 1 Best of 25 Frames |    |  | Halbfinale Best of 25 Frames | Halbfinale Best of 25 Frames |  |           | Finale Best of 49 Frames | Finale Best of 49 Frames |
|                           |                           |    |  |                              |                              |  |           |                          |                          |
| Fred Lawrence             | 13                        |    |  | Joe Davis                    | 13                           |  |           |                          |                          |
| Alec Mann                 | 11                        |    |  | Fred Lawrence                | 2                            |  |           |                          |                          |
|                           |                           |    |  |                              |                              |  | Joe Davis | 25                       |                          |
|                           | Tom Dennis                | 12 |  |                              |                              |  |           |                          |                          |
| Tom Newman                | 11                        |    |  | Tom Dennis                   | 13                           |  |           |                          |                          |
| Nat Butler                | 13                        |    |  | Nat Butler                   | 11                           |  |           |                          |                          |

## Höchste Breaks
- Joe Davis  79, 70, 58, 58, 56[1]